# سوبر ماركت شاندرانا فود بلس
سوبر ماركت شاندرانا فود بلس هي سلسلة سوبر ماركت كينية تديرها شركة شاندرانا فود بلس سوبر ماركتس المحدودة. المكتب الرئيسي موجود في نيروبي.

## الملخص
بدأت سلسلة المتاجر الكبرى في عام 1964، كمتجر بقالة واحد، يديره رب الأسرة، رجل الأعمال الراحل شانتيلال مولجي ثاكار، مع اثني عشر موظفًا. على مر السنين، توسعت الأعمال إلى 20 متجرًا في المراكز الحضرية الرئيسية في كينيا. ثلاثة من أبناء المؤسس، أنيل ثاكار، وسانجاي ثاكار، وديبان ثاكار، يديرون المؤسسة.
الرئيس التنفيذي السابق للعمليات في المجموعة هو حنيف راجان، وهو من مواليد إلدوريت، كينيا، ولديه مهنة متنوعة في مجال البيع بالتجزئة في كينيا وكندا وسيشل وتنزانيا. في مقابلة مع بيزنس ديلي أفريقيا، في فبراير 2018، قال راجان إن السلسلة تدين بنجاحها إلى سياسة التوسع الحذرة والمحافظة، والتي أنقذتها من اتخاذ قرارات غير عقلانية وعاطفية. أحد المجالات التي توليها السلسلة اهتمامًا خاصًا هي مورديها، الذين يتعاملون مباشرة مع الإدارة، دون أي وسطاء.
ركزت سلسلة المتاجر الكبرى على المواد الغذائية، بما في ذلك الجزارة الداخلية، والمخابز، وأقسام النبيذ والمشروبات الروحية، والخضراوات الطازجة، ومحلات السندويشات. كما ابتعدت عن المنتجات المصنعة باهظة الثمن، مثل أجهزة الراديو والتلفزيون والثلاجات وأفران الطهي. كما أن السلسلة لا تمتلك مستودعات؛ إذ يسلم الموردون البضائع/المنتجات مباشرةً إلى المتجر الذي يزودونهم به.

## المُلكية
شركة شاندرانا فود بلس سوبرماركتس المحدودة هي شركة كينية خاصة بالكامل. اعتبارا من فبراير 2018، التفاصيل المتعلقة بملكية الأسهم في الشركة ليست معروفة على نطاق واسع أو للعامة.

## الجدل
في 28 يوليو 2018، اعتُبرت رسالة بريد إلكتروني كتبها موظف تسويق جديد عنصريةً لاستهدافها المتسوقين البيض، مما أثار غضبًا عامًا. وتحرك حاكم مقاطعة نيروبي، مايك سونكو، لإلغاء ترخيص العمل الخاص بمتجر التجزئة، والذي وصفه الخبراء القانونيون بأنه غير دستوري إلى أن تُمنح متاجر تشاندارانا محاكمة عادلة. واعتذرت إدارة متاجر تشاندارانا، مضيفةً أن هذا لا يتماشى مع قيم المتجر.

## التطورات
في فبراير 2022، أفادت صحيفة "بيزنس ديلي أفريقيا" أن سلسلة التجزئة بدأت بفتح متاجر في الأحياء السكنية، بعيدًا عن مراكز التسوق الكبيرة، متجاوزةً بذلك سياستها السابقة. إضافةً إلى ذلك، بدأت بعض المتاجر بعرض الأجهزة الكهربائية الصغيرة، وهو ما لم يكن سائدًا من قبل.
اعتبارًا من يونيو 2022، كانت شاندرانا فود بلس ثالث أكبر سلسلة متاجر سوبر ماركت في كينيا، مع 24 منفذ بيع بالتجزئة، خلف شركة نيفاس المحدودة مع 84 متجرًا وشركة كويك مارت المحدودة مع 51 منفذ بيع، ولكنها متقدمة على كارفور كينيا في المركز الرابع مع 16 متجرًا.